# St. Matthias (Eischleben)

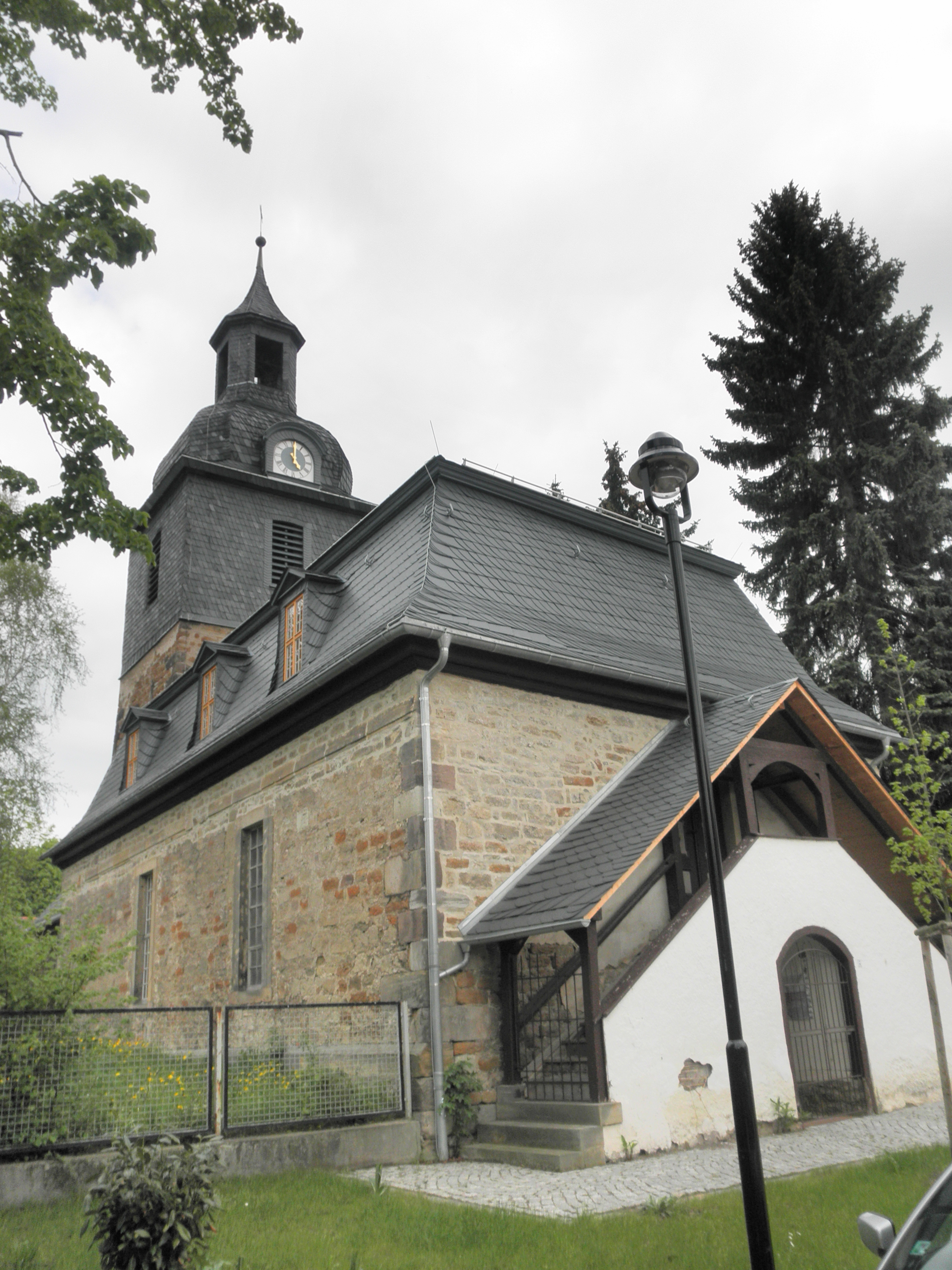
Die Kirche

Die evangelische Dorfkirche St. Matthias steht im Ortsteil Eischleben der Gemeinde Amt Wachsenburg im Ilm-Kreis in Thüringen. Sie gehört zum Pfarramt Ichtershausen-Holzhausen im Kirchenkreis Arnstadt-Ilmenau der Evangelischen Kirche in Mitteldeutschland.

## Geschichte
In einer 796 im Kloster Fulda ausgestellten Urkunde wird der Name Eischleben erstmals erwähnt. Das Peterskloster Erfurt wies in Eischleben und den umliegenden Orten Besitzungen nach. In der Flur zu Eischleben nahe der Mündung der Wipfra in den Fluss Gera hatte das Peterskloster die Peterskapelle errichtet, die bis zum Bau der Kirche in Eischleben geistiger Mittelpunkt war.

## Kirche
In einer Urkunde der Herren von Kranichfeld aus dem Jahr 1317 an das Kloster Ichtershausen und einem Verzichtsbrief von 1326 gehen die Kranichfelder auf die Patronatsrechte der Kirche in Eischleben ein, woraus die Existenz einer Kirche im Dorf hervorgeht.
Der Vorgängerbau war eine Holzkirche. Um das Jahr 1448 erfolgten an der Kirche spätromanische Umbauten.
Der Dreißigjährige Krieg richtete größere Schäden an. „Völlig poliert“ wurde die Kirche vom Hatzfeldschen Kriegsvolk im Jahre 1642.
1744 wurde ein großer Umbau durchgeführt, der der Kirche das heutige Aussehen gab. Nach weiteren Umbauten stürzte die Südmauer des Hauses 1864 ein.
Nach der Wende erhielt die Kirche im Jahr 2000 anlässlich eines Festgottesdienstes den Namen St. Matthias.
2003 erhielten die Glocken Joche aus Eiche anstelle der Stahljoche.
2008 begannen umfangreiche Renovierungsarbeiten mit Eigen- und Fördermitteln. Das Dach wurde mit Schiefer neu gedeckt.
2012 wurden die Fundamente gesichtet und gesichert sowie der Kirchturm neu verfugt.